# Škemljevec
Škemljevec este o localitate din comuna Metlika, Slovenia, cu o populație de 23 de locuitori.